# Phoenix, Arizona
Phoenix (angleška izgovorjava: /ˈfiːˌnɪks/) je glavno in največje mesto ameriške zvezne države Arizona. Mesto Phoenix je z nekaj več kot 1,5 milijona prebivalcev peto največje mesto v ZDA, hkrati pa je središče velemestnega območja, na katerem prebiva 4,28 milijona ljudi.
Phoenix je bil ustanovljen leta 1868 blizu sotočja dveh manjših rek (Salt River in Gila River). Leta 1881 je dobil mestne pravice in se sčasoma razvil v pomembno prometno vozlišče Severne Amerike ter glavno prometno, finančno, industrijsko, kulturno in gospodarsko središče jugozahoda Združenih držav. Mesto ima zanimivo politično zgodovino. Čeprav je bil Phoenix v preteklosti trdno na strani Republikanske stranke, se v zadnjih letih celotno velemestno območje polagoma nagiba v levo. Phoenix je domače mesto številnih vplivnih politikov, med njimi republikanskega kandidata na ameriških predsedniških volitvah 2008 Johna McCaina.
Phoenix leži na severovzhodnem obrobju Sonorske puščave in beleži najvišje temperature med večjimi ameriškimi mesti. Skoraj pet mesecev na leto se povprečna najvišja temperatura giblje nad 38 °C, junija 1990 pa so v mestu izmerili kar 50 °C.

## Pobratena mesta
Phoenix je pobraten z desetimi mesti:
- – Calgary (Alberta, Kanada)
- – Catania (Sicilija, Italija)
- – Čengdu (Kitajska)
- – Ennis (Irska)
- – Grenoble (Francija)
- – Hermosillo (Mehika)
- – Himeji (Japonska)
- – Praga (Češka republika)
- – Ramat-Gan (Izrael)
- – Taipei (Tajvan)